# 符腾堡统治者列表
本条目是符腾堡历代统治者的名单。符腾堡从最初的伯国发展为公国、王国，最后在1918年王室被颠覆。

## 符腾堡领主
- 1081年-1110年：康拉德一世（英语：Conrad I, Count of Württemberg）（Konrad I）
- 1110年-1143年：康拉德二世（英语：Konrad II, Count of Württemberg）（Konrad II）

## 符腾堡伯爵

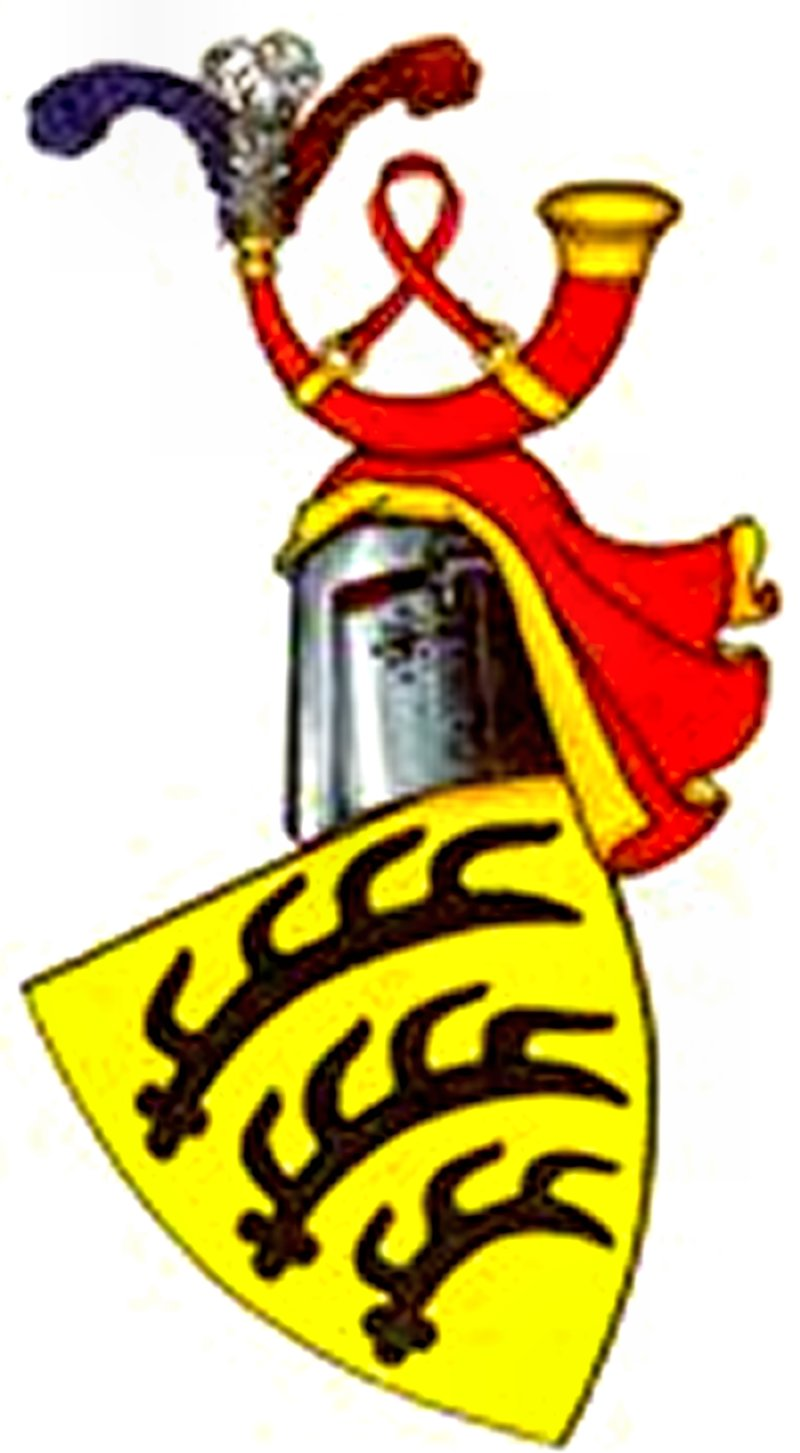
符腾堡伯爵纹章

- 1143年-1158年：路德维希一世（英语：Ludwig I, Count of Württemberg）（Ludwig I）
- 1158年-1181年：路德维希二世（英语：Ludwig II, Count of Württemberg）（Ludwig II）
- 1181年-1240年：哈特曼（英语：Hartmann, Count of Württemberg） （Hartmann）
- 1194年-1241年：路德維希三世（英语：Ludwig III, Count of Württemberg）（Ludwig III）
- 1241年-1265年：乌尔里希一世（Ulrich I “建国者”）
- 1265年-1279年：烏爾里希二世（英语：Ulrich II, Count of Württemberg）（Ulrich II）
- 1279年-1325年：埃伯哈德一世（Eberhard I）
- 1325年-1344年：乌尔里希三世（Ulrich III）
- 1344年-1362年：共同统治
  - 烏爾里希四世（英语：Ulrich IV, Count of Württemberg） （Ulrich IV）
  - 埃伯哈德二世 （Eberhard II）
- 1362年-1392年：埃伯哈德二世（Eberhard II）
- 1392年-1417年：埃伯哈德三世（Eberhard III）
- 1417年-1419年：埃伯哈德四世（Eberhard IV “年幼的”）

1419年，伯爵埃伯哈德四世去世后，他的妻子默姆佩尔加德的亨利埃塔将领土分为两个部分，他们的长子路德维希一世得到乌拉赫，次子乌尔里希五世得到斯图加特。

### 符腾堡-乌拉赫伯爵
- 1419年-1450年：路德维希一世 （Ludwig I. Graf von (Württemberg-)Urach）
- 1450年-1457年：路德維希二世（英语：Ludwig II, Count of Württemberg-Urach） （Ludwig II. Graf von (Württemberg-)Urach）
- 1457年-1482年：埃伯哈德五世（Eberhard V）1495年成为符腾堡与泰克公爵埃伯哈德一世。

### 符腾堡-斯图加特伯爵
- 1419年-1480年：烏爾里希五世 （Ulrich V） “受人爱戴的”
- 1480年-1482年：埃伯哈德六世 （Eberhard VI） 1495年成为符腾堡公爵埃伯哈德二世

### 符腾堡伯爵
1482年，符腾堡两支重新合并。
- 1482年-1495年：埃伯哈德五世 （Eberhard V）

## 符腾堡公爵
1495年，符腾堡被神圣罗马帝国皇帝马克西米利安一世升为公国，以下是符腾堡公爵名单：
- 1495年-1496年：埃伯哈德一世 （Eberhard I）
- 1495年-1498年：埃伯哈德二世 （Eberhard II）
- 1498年-1519年，1534年-1550年：乌尔里希 （Ulrich）埃伯哈德二世之侄，1519年-1534年，符腾堡被皇帝查理五世占领，乌尔里希被驱逐
- 1550年-1568年：克里斯多福 （Christoph）
- 1568年-1593年：路德维希三世 （Ludwig） “虔诚的”
- 1593年-1608年：腓特烈一世 （Friedrich I） 乌尔里希之侄

1608年，腓特烈一世去世，他的儿子於1617年瓜分了他的土地，长子约翰·腓特烈成为符腾堡-斯图加特公爵，次子路德维希·腓特烈成为符腾堡-蒙貝利亞爾公爵。

### 符腾堡-斯图加特公爵
- 1608年-1628年：约翰·腓特烈 （Johann Friedrich von Württemberg-Stuttgart）

1628年，符腾堡-斯图加特再次被分为符腾堡-斯图加特、符腾堡-诺伊施塔特和符腾堡-诺延堡。
- 1628年-1674年：埃伯哈德三世 （Eberhard III）約翰·腓特烈的次子

1674年，符腾堡-斯图加特再度分出符腾堡-温嫩塔尔。
- 1674年-1677年：威廉·路德维希 （Wilhelm Ludwig） 埃伯哈德三世第五子
- 1677年-1733年：埃伯哈德·路德维希 （Eberhard Ludwig）

符腾堡-斯图加特主系于1733年绝嗣。

#### 符腾堡-温嫩塔尔公爵
- 1674年-1698年：腓特烈·卡爾 （Friedrich Karl von Württemberg-Winnental） 埃伯哈德三世第七子
- 1698年-1733年：卡爾·亞歷山大 （Karl Alexander） 1733年成为符腾堡-斯图加特公爵

#### 符腾堡-诺伊施塔特公爵
- 1617年-1682年：腓特烈 （Friedrich von Württemberg-Neustadt） 约翰·腓特烈第三子
- 1682年-1716年：腓特烈·奧古斯特 （Friedrich August）
- 1716年-1742年：卡爾·魯道夫 （Karl Rudolf）

符腾堡-诺伊施塔特于1742年绝嗣。

#### 符腾堡-诺延堡公爵
- 1617年-1671年：烏爾里希（德语：Ulrich (Württemberg-Neuenbürg)） Ulrich von Württemberg-Neuenburg 约翰·腓特烈第四子

符腾堡-诺延堡于1671年绝嗣。

### 符腾堡公爵（1733年起，温嫩塔尔支）
- 1733年-1737年：卡尔·亚历山大 （Karl I Alexander） 符腾堡-斯图加特公爵
- 1737年-1793年：卡尔·欧根 （Karl II Eugen） 符腾堡-诺伊施塔特1742年绝嗣后成为全符腾堡的公爵
- 1793年-1795年：路德維希·歐根 （Ludwig Eugen）
- 1795年-1797年：腓特烈二世·歐根 （Friedrich II Eugen）
- 1797年-1803年：腓特烈三世 （Friedrich III） 1803年成为符腾堡选侯，1806年成为符腾堡的第一任国王腓特烈一世

### 符腾堡-蒙貝利亞爾公爵
- 1617年-1631年：路德維希·腓特烈 （Ludwig Friedrich von Württemberg-Mömpelgard）
- 1631年-1662年：利奧波德·腓特烈 （Leopold Friedrich）
- 1662年-1699年：格奧爾格二世 （Georg II） 路德维希·腓特烈第三子
- 1699年-1723年：利奧波德·埃伯哈德（Leopold Eberhard）

符腾堡-蒙貝利亞爾于1723年绝嗣。

## 符腾堡选帝侯
1803年腓特烈三世成为符腾堡的选帝侯。
| 肖像 | 名称                      | 开始时间      | 结束时间       | 纹章 |
| ---- | ------------------------- | ------------- | -------------- | ---- |
|      | 腓特烈三世 Friedrich III. | 1803年2月25日 | 1805年12月26日 |      |

## 符腾堡國王
1806年1月1日，腓特烈一世在拿破仑的支持下成为符腾堡国王，退出神圣罗马帝国，加入萊茵邦聯。维也纳和会确立了符腾堡的王国地位。
| 肖像 | 名称                    | 开始时间       | 结束时间       | 纹章 |
| ---- | ----------------------- | -------------- | -------------- | ---- |
|      | 腓特烈一世 Friedrich I. | 1805年12月26日 | 1816年10月30日 |      |
|      | 威廉一世 Wilhelm I      | 1816年10月30日 | 1864年6月25日  |      |
|      | 卡尔一世 Karl I         | 1864年6月25日  | 1891年10月6日  |      |
|      | 威廉二世 Wilhelm II     | 1891年10月6日  | 1918年11月30日 |      |

## 符腾堡王位继承人
1918年11月，威廉二世在革命中退位。1921年他去世后，符腾堡王朝主系绝嗣。腓特烈一世七弟亚历山大的后代成为符腾堡王位继承人，称符腾堡公爵。
- 1918年-1921年：威廉二世 Wilhelm II
- 1921年-1939年：阿尔布雷希特 Albrecht
- 1939年-1975年：菲利普·阿尔布雷希特 Philipp Albrecht
- 1975年-2022年：卡尔 Carl II
- 2022年至今：威廉 Wilhelm III